# Gary Visconti
Gary Charles Visconti (Detroit, 10 maggio 1945) è un ex pattinatore artistico su ghiaccio statunitense, specializzato nel singolo.

## Palmarès
| Evento                            | 1961  | 1962 | 1963 | 1964 | 1965 | 1966 | 1967 | 1968 | 1969 |
| --------------------------------- | ----- | ---- | ---- | ---- | ---- | ---- | ---- | ---- | ---- |
| Giochi olimpici invernali         |       |      |      |      |      |      |      | 5°   |      |
| Campionati mondiali               |       |      |      |      | 6°   | 3°   | 3°   | 5°   | 4°   |
| North American Championships      |       |      |      |      | 1°   |      | 3°   |      |      |
| Campionati nazionali statunitensi | 5° J. |      |      | 4°   | 1°   | 2°   | 1°   | 2°   | 3°   |